# Haplosomoides plicata
Haplosomoides plicata es una especie de insecto coleóptero de la familia Chrysomelidae.
Fue descrita científicamente en 1887 por Allard.